# Pastilière

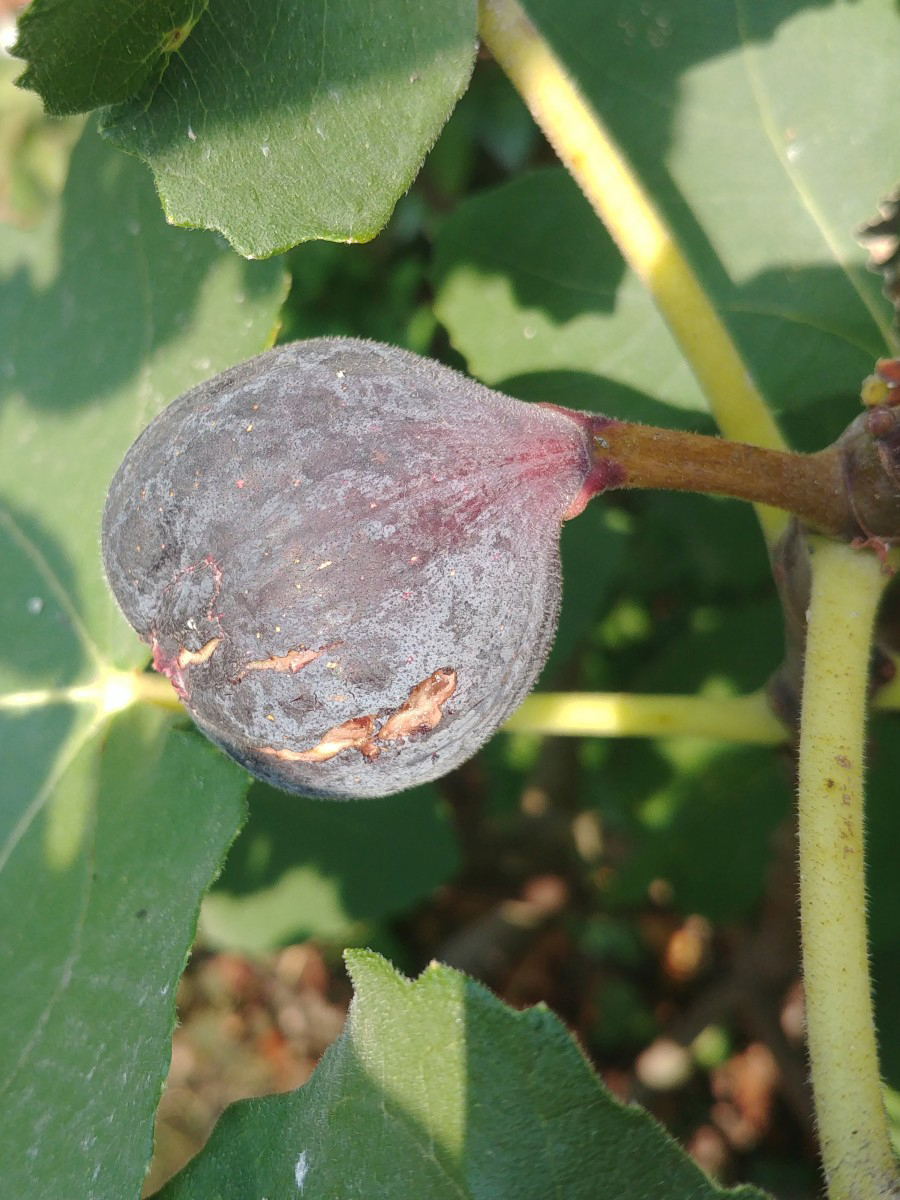
Feige der Sorte Pastilière.

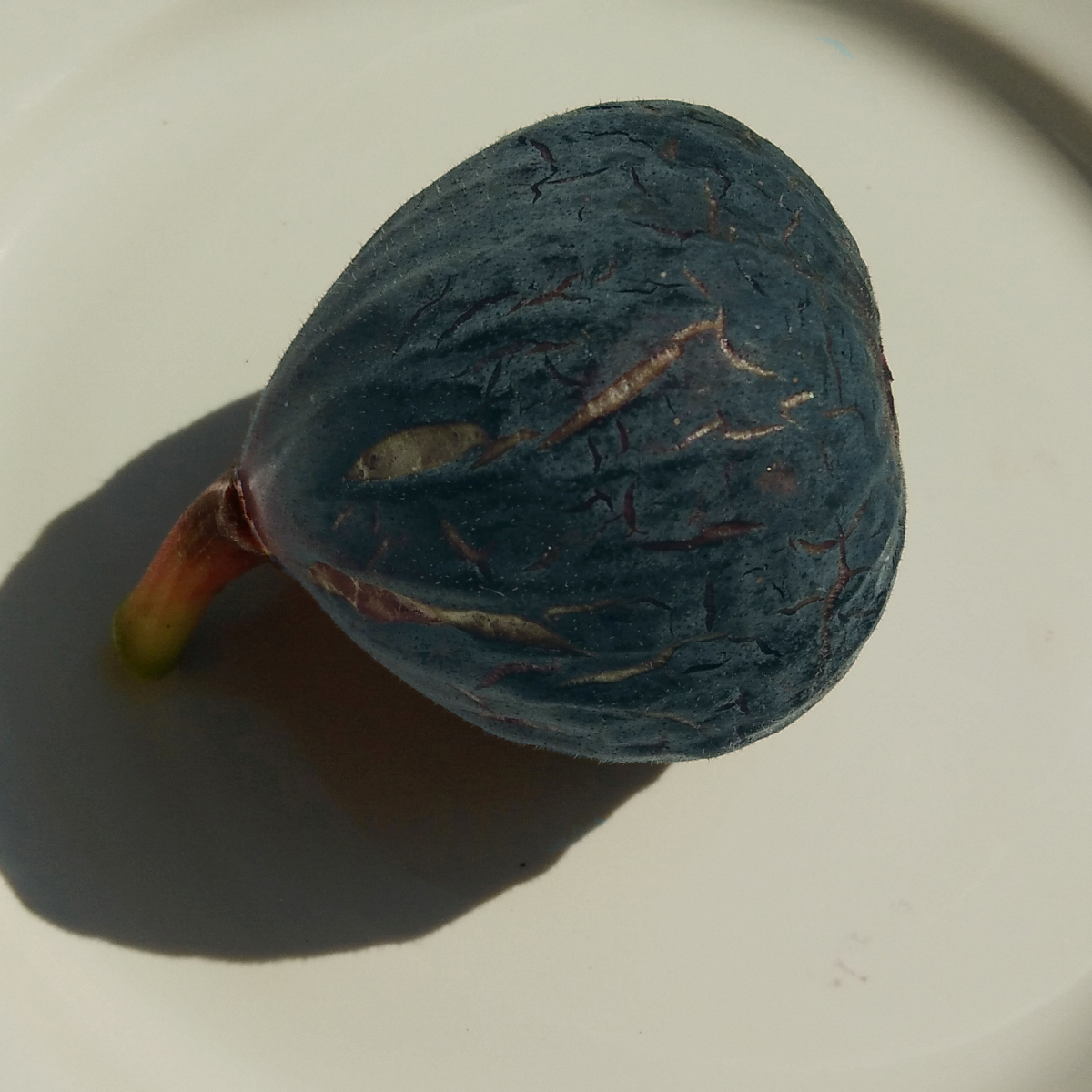
Feige der Sorte Pastilière.

Pastilière ist eine traditionelle Feigensorte der Art Ficus carica, die für ihren ausgezeichneten Geschmack und ihre große Winterhärte bekannt ist. Synonyme sind „Rouge de Bordeaux“, „Hirta de Japon“, „Hirta del Giappone“ oder auch nur „Hirta“ und „Japanfeige“. Pastilière ist eine einmaltragende Herbstfeige.
Die Sorte wurde das erste Mal 1845 von dem italienischen Botaniker Guglielmo Gasparrini beschrieben. Das Synonym „Rouge de Bordeaux“ hat Ähnlichkeit mit einer anderen Feige namens Ronde de Bordeaux, jedoch sind beides in vielerlei Hinsicht sehr unterschiedliche Feigen.

## Baum
Pastilière ist schwachwüchsig mit dicken kurzen Trieben und erreicht in Mitteleuropa meist nur eine Höhe von 2–3 m und bleibt insgesamt kompakt. Das Blatt ist meist fünflappig mit mitteltief eingeschnitten, rundlichen Lappen. Typisch für die Sorte sind viele, kleine Blatthärchen auf der Blattunterseite, die sich samtartig anfühlen und die dem Blatt einen bläulichen Stich geben. Der Baum bildet normalerweise keinerlei Wurzelschosse.

## Frucht
Die rundlichen Feigen der Sorte Pastilière wiegen etwa 60 Gramm und sind bei Reife blaugrau. Sie sind nicht sehr süß, aber von hervorragendem Aroma. Sie reifen in Mitteleuropa von August bis Oktober, noch vor der Sorte Ronde de Bordeaux. Die reifen Feigen haben eine sehr dünne Haut, die bei Reife Risse bildet und daher sehr feuchtigkeitsempfindlich sind. Am besten wäre es deshalb die Feige so zu pflanzen, dass sie zumindest teilüberdacht ist, etwa unter einem hervorstehenden Balkon.
Obwohl Pastilière eine Herbstfeige, also nur einmaltragend ist, blähen sich im Frühjahr oft ungenießbare Blühfeigen aus dem Vorjahr auf, die aber schon wieder bald abfallen.

## Winterhärte
Pastilière gilt als eine der winterhärtesten Feigensorten. Bei sehr starkem Frost erfrieren meist nur die dünneren Äste. Aus dem Stamm und den dickeren Ästen sprießen neue Triebe, die bereits im nächsten Jahr wieder Früchte tragen.